# Щеврик
Ще́врик (Anthus) — рід птахів родини плискових, ряду горобцеподібних. Довжина тіла 14—20 см, вага 15—38 г.

## Види
Рід нараховує 46 видів:
- Щеврик азійський (Anthus richardi)
- Щеврик іржастий (Anthus rufulus)
- Щеврик австралійський (Anthus australis)[3]
- Щеврик новозеландський (Anthus novaeseelandiae)
- Щеврик рудий (Anthus cinnamomeus)
- Щеврик дракенберзький (Anthus hoeschi)
- Щеврик забайкальський (Anthus godlewskii)
- Щеврик польовий (Anthus campestris)
- Щеврик довгодзьобий (Anthus similis)
- Щеврик світлоперий (Anthus nicholsoni)[4]
- Щеврик ангольський (Anthus nyassae)
- Щеврик блідий (Anthus vaalensis)
- Щеврик-велет (Anthus leucophrys)
- Щеврик довгоногий (Anthus pallidiventris)
- Щеврик лучний (Anthus pratensis)
- Щеврик лісовий (Anthus trivialis)
- Щеврик оливковий (Anthus hodgsoni)
- Щеврик сибірський (Anthus gustavi)
- Щеврик рожевий (Anthus roseatus)
- Щеврик червоногрудий (Anthus cervinus)
- Щеврик американський (Anthus rubescens)
- Щеврик гірський (Anthus spinoletta)
- Щеврик острівний (Anthus petrosus)
- Щеврик нільгирійський (Anthus nilghiriensis)
- Щеврик гімалайський (Anthus sylvanus)
- Щеврик архіпелаговий (Anthus berthelotii)
- Щеврик смугастий (Anthus lineiventris)
- Щеврик скельний (Anthus crenatus)
- Щеврик короткохвостий (Anthus brachyurus)
- Щеврик чагарниковий (Anthus caffer)
- Щеврик білогорлий (Anthus sokokensis)
- Щеврик береговий (Anthus melindae)
- Єрник жовтий (Anthus chloris)
- Щеврик новогвінейський (Anthus gutturalis)
- Маданга (Anthus ruficollis)
- Щеврик прерієвий (Anthus spragueii)
- Щеврик пампасовий (Anthus chii)[5]
- Щеврик перуанський (Anthus peruvianus)[6]
- Щеврик короткодзьобий (Anthus furcatus)
- Щеврик пунанський (Anthus brevirostris)[7]
- Щеврик парагвайський (Anthus chacoensis)
- Щеврик патагонський (Anthus correndera)
- Щеврик антарктичний (Anthus antarcticus)
- Щеврик вохристий (Anthus nattereri)
- Щеврик бурохвостий (Anthus hellmayri)
- Щеврик андійський (Anthus bogotensis)

В Україні трапляються 5 видів:
- щеврик польовий (Anthus campestris),
- щеврик лісовий (Anthus trivialis),
- щеврик лучний (Anthus pratensis),
- щеврик червоногрудий (Anthus cervinus),
- щеврик гірський (Anthus spinoletta).